# 瓦尔加斯总统镇
瓦尔加斯总统镇是巴西马拉尼昂州的一个市镇。总面积467.323平方公里，总人口9675人，人口密度20.7人/平方公里。